# Juglans olanchana
Juglans olanchana är en valnötsväxtart som beskrevs av Paul Carpenter Standley och L. O. Williams. Juglans olanchana ingår i släktet valnötter, och familjen valnötsväxter. Inga underarter finns listade i Catalogue of Life.

## Bildgalleri

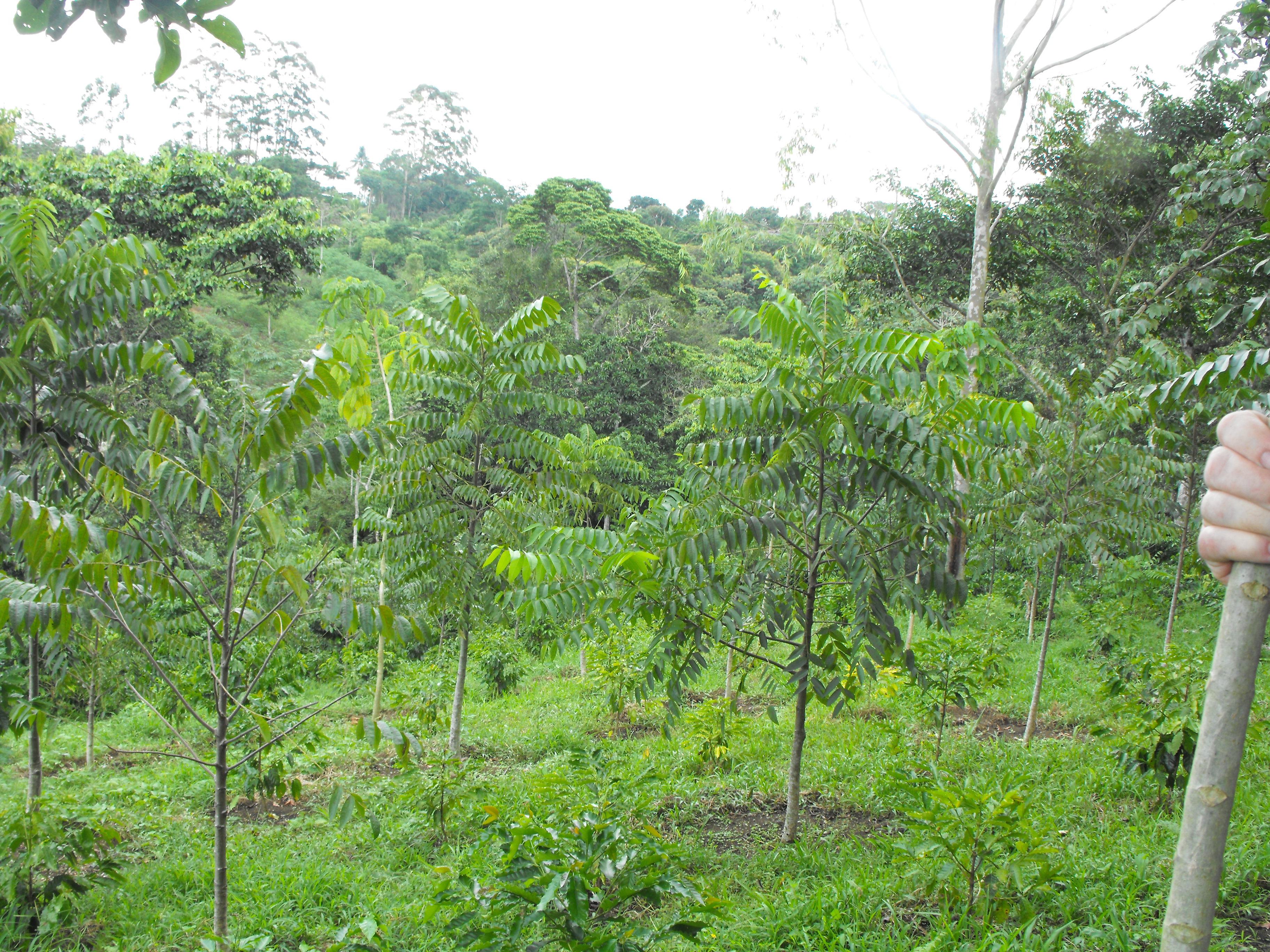